# خورشیدگرفتگی ۲۵ دسامبر ۱۹۳۵
خورشیدگرفتگی ۲۵ دسامبر ۱۹۳۵ (به انگلیسی: Solar eclipse of December 25, 1935) یک خورشیدگرفتگی از نوع خورشیدگرفتگی حلقه‌ای است. این خورشیدگرفتگی در تاریخ ۲۵ دسامبر ۱۹۳۵ میلادی (‎۳ دی ۱۳۱۴ خورشیدی) روی داد که زمان اوج آن، ساعت ۱۷:۵۹:۵۲ به‌وقت ساعت هماهنگ جهانی بوده‌است. مدت زمان و طول این خورشیدگرفتگی ۱ دقیقه و ۳۰ ثانیه بود.